# Rainawe
Rainawe ist ein indonesisches Desa („Dorf“) im Distrikt (Kecamatan) Kobalima (Regierungsbezirk Malaka, Provinz Ost-Nusa Tenggara) auf der Insel Timor.

## Geographie
Rainawe liegt im Südosten des Distrikts Kobalima an der Timorsee. Westlich liegen die Desas Litamali und Sisi. Jenseits des Flusses Mota Babulu liegt der Distrikt Ostkobalima.
In Rainawe liegt Raihenek, der Verwaltungssitz des Distrikts. Östlich davon befindet sich das Dorf Namfalus.

## Einwohner
2010 lebten in Rainawe 3.040 Menschen. Sie gehören zu den Ethnien der Tetum und der Bunak. Die meisten Bunak der Region sind Nachkommen von Flüchtlingen, die das osttimoresische Maucatar verließen, als es 1916 von den Niederländern an die Portugiesen abgegeben wurde. Die Bunak in Namfalus kamen erst im Zweiten Weltkrieg nach Rainawe. Sie hatten im osttimoresischen Bobonaro gegen die japanischen Invasoren gekämpft und flohen vor Repressalien aus ihrer alten Heimat.